# Hollywood Mistress
Pour plus de détails, voir Fiche technique et Distribution.
Hollywood Mistress (Mistress) est un film américain de Barry Primus sorti en 1992.

## Synopsis
Sacré jadis auteur prometteur, Marvin végète désormais en marge de l'industrie hollywoodienne, par refus de toute compromission. Lorsque enfin Roth, producteur, manifeste son intérêt pour ressusciter un de ses anciens scripts, Marvin doit rapidement réfréner son enthousiasme en découvrant que chaque investisseur potentiel s'efforce de caser sa maîtresse dans un rôle, quitte à dénaturer l'œuvre originelle, au grand dam de Marvin, peu diplomate ...

## Fiche technique
- Titre : Hollywood Mistress
- Titre original : Mistress
- Réalisateur : Barry Primus
- Scénario : Barry Primus et J. F. Lawton (en), d'après une histoire de Barry Primus
- Distribution des rôles : Gail Levin
- Photographie : Sven Kirsten
- Direction artistique : Randy Eriksen
- Décors : Philip Peters
- Décors de plateau : K.C. Fox
- Costumes : Susan Nininger
- Montage : Steven Weisberg
- Musique : Galt MacDermot
- Production : Robert De Niro et Meir Teper
  - Coproduction : Bertil Ohlsson
  - Production exécutive : Ruth Charny et Avy Kleinberger
- Sociétés de production : Meir Teper, Mistress Productions et Tribeca Productions
- Distribution :  Rainbow Releasing •  Forum Distribution et 2001 Audiovisuel
- Format : Couleur – 35mm - 1,85:1 – Son Dolby, Dolby SR
- Pays de production :  États-Unis
- Langue : anglais
- Genre : Comédie dramatique
- Durée : 110 minutes
- Dates de sortie [1]:
  - France : 29 avril 1992
  - États-Unis : 24 juillet 1992

## Distribution
- Robert Wuhl (V.F. : Daniel Russo) : Marvin Landisman
- Martin Landau : Jack Roth
- Tuesday Knight (V.F. : Laurence Crouzet) : Peggy
- Eli Wallach (V.F. : Jacques Dynam) : George Lieberhof
- Danny Aiello (V.F. : Dominique Paturel) : Carmine Rasso
- Jean Smart (V.F. : Elisabeth Wiener) : Patricia Riley
- Christopher Walken (V.F. : Bernard Tiphaine) : Warren Zell
- Robert De Niro (V.F. : Jacques Frantz) : Evan M. Wright
- Jace Alexander (V.F. : Jean-Philippe Puymartin) : Stuart Stratland Jr.
- Laurie Metcalf (V.F. : Marie Vincent) : Rachel
- Sheryl Lee Ralph : Beverly
- Vasek Simek : Hans
- Ernest Borgnine : lui-même

## Production
Barry Primus mit plusieurs années à vendre le script avant que Robert De Niro, qui est un bon ami, n'investisse dans le projet et ne joue le rôle d'un producteur. Le film fait des références à Tendres Passions, de James L. Brooks. De plus, le personnage de Marvin regarde La Grande Illusion avec son projecteur dans son appartement, notamment au début et à la fin du long-métrage. Le tournage de Hollywood Mistress s'est déroulé du 25 février au 2 mai 1991  dans la ville de Los Angeles, en Californie.

## Réception
Distribué dans une faible combinaison de deux salles, Hollywood Mistress rapporte pour son premier week-end, à l'affiche un total de 34,146 $. Par la suite, le long-métrage voit faiblement augmenter son nombre de salles. Un mois après sa sortie, le film rapporte 156,030 $, diffusé sur trente-trois écrans. Finalement, Hollywood Mistress rapporte un total de 1 102 469 $,.